# Multiturmpanzer

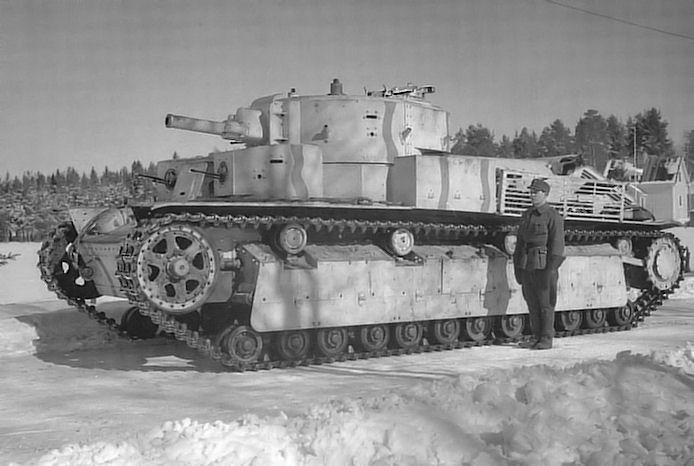
sowjetischer Multiturmpanzer T-28

Im Gegensatz zum seit dem Zweiten Weltkrieg üblichen Einturmpanzer handelt es sich beim Multiturmpanzer um einen, der mit mehreren Türmen ausgerüstet ist. In ihnen sind meist unterschiedliche Waffen installiert, wie z. B. Maschinengewehre und Geschütze verschiedener Kaliber. Die Grundidee der Konstruktionen war häufig, den Panzer wie eine „bewegliche Festung“ einzusetzen, um den Feind an diesem „unüberwindlichen Hindernis“ zu stoppen.
Diese Aufgabe kann jedoch durch solche Panzerdesigns kaum erfüllt werden: Durch die Türme steigt das Gewicht, was entweder durch eine schwächere Panzerung ausgeglichen wird oder den Panzer wenig beweglich macht. Zudem kann die unterschiedliche Bewaffnung selten zu einem konzentrierten Beschuss eines Zieles genutzt werden. Schließlich gaben Multiturmpanzer durch ihre Größe ein gutes Ziel ab, was ihnen zusammen mit den zuvor erwähnten Eigenschaften oft nur einen kurzen Einsatz auf dem Schlachtfeld bescherte. Ihre Kommandanten waren regelmäßig überfordert mit ihren zeitgleichen Aufgaben wie Gefechtsfeldbeobachtung, Zielzuweisung und Kommunikation. Vor allem aber behindern sich die Türme gegenseitig, ein zweiter Turm schränkt den Schwenk- oder zumindest Wirkbereich des ersten ein. Zudem erzeugt jeder Schuss Rückstoß und damit eine Bewegung des ganzen Fahrzeugs, was die Zielausrichtung des anderen Geschützes stört. Ein weiterer Nachteil ist die verwinkelte Konstruktion, es entstehen „shot traps“ zwischen den Türmen, in denen ein im flachen Winkel auftreffendes Geschoss nicht ohne Schaden zu verursachen abprallen kann, sondern auf jeden Fall irgendwo einschlägt (ähnlich einer Billardkugel, die nahe der Ecke an die Bande gespielt wird und auch die andere Bande trifft). Die insgesamt größere Oberfläche lässt sich auch nicht effektiv (d. h. mit ausreichender Schutzwirkung bei möglichst geringem Gewicht) panzern.
Die Vorteile eine Kampffahrzeugs mit mehreren Türmen bestehen in der Fähigkeit, mit möglichst geringem Zeitverzug in jede Richtung wirken zu können und verschiedene Waffen zu haben, die für unterschiedliche Anwendungen optimal geeignet sind. Diese Fähigkeiten sind aber auch mit Einturmpanzern zu erreichen, indem auf eine hohen Drehgeschwindigkeit des Turmes geachtet wird, die (einzige) Kanone möglichst schnell nachgeladen werden kann und aus ihr verschiedene, jeweils für unterschiedliche Zieltypen optimierte Munitionsarten verschossen werden können (Beispiel: die Weiterentwicklung des ursprünglich als reiner Infantrieunterstützungspanzer konzipierten PzKpfw IV zu einem auch zur Panzerbekämpfung gut geeigneten „Allroundpanzers“). Außerdem kann man Hauptkampfpanzer (z. B. mit 120-mm-Kanone und MG) im engen Verbund mit Schützenpanzern (üblicherweise mit Mittelkaliber-Maschinenkanonen (20–40 mm) und ggf. Lenkflugkörper) einsetzen und hat so ein breites Spektrum zur Verfügung.

## Beispiele für Multiturmpanzer
- SMK

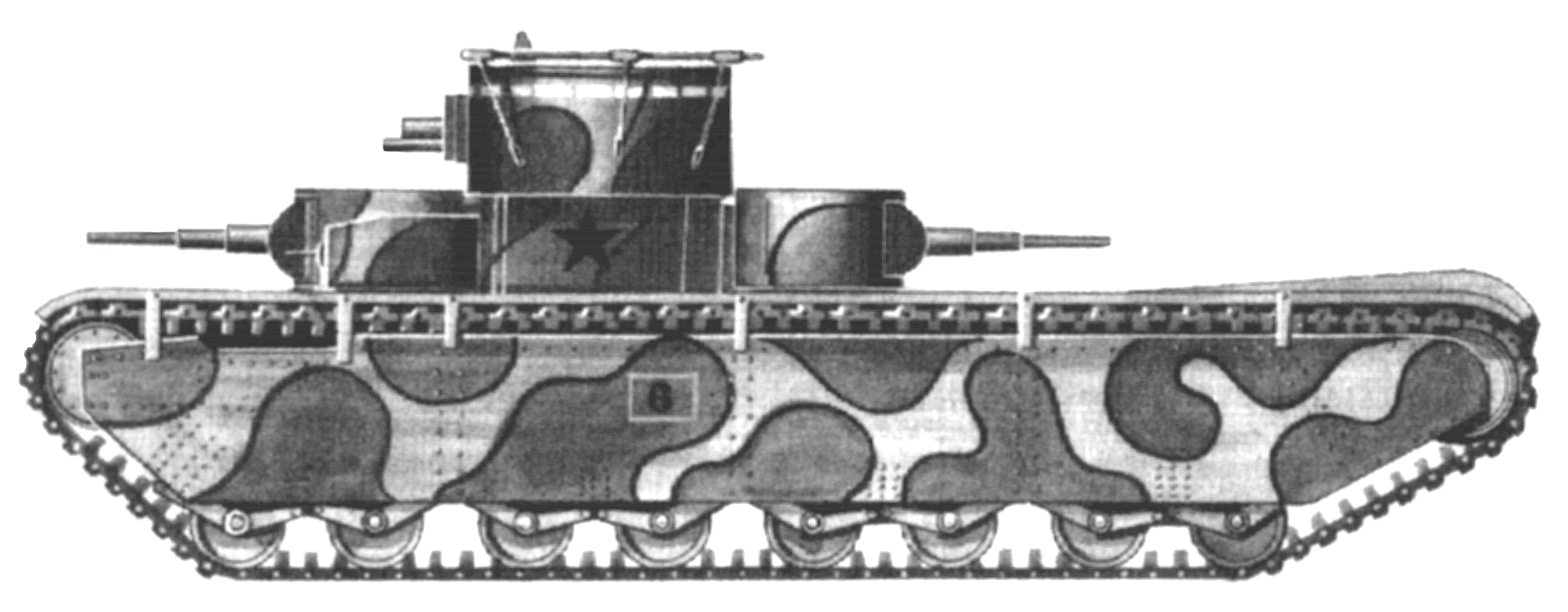
T-28
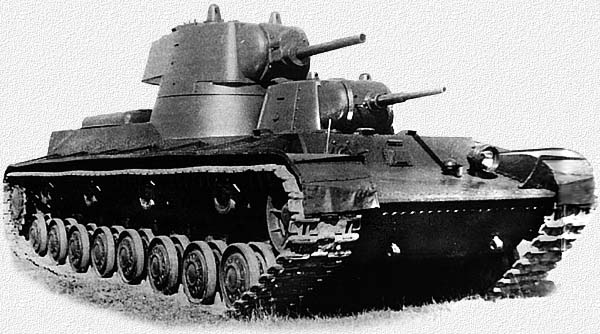
SMK

- T-35
- T-100
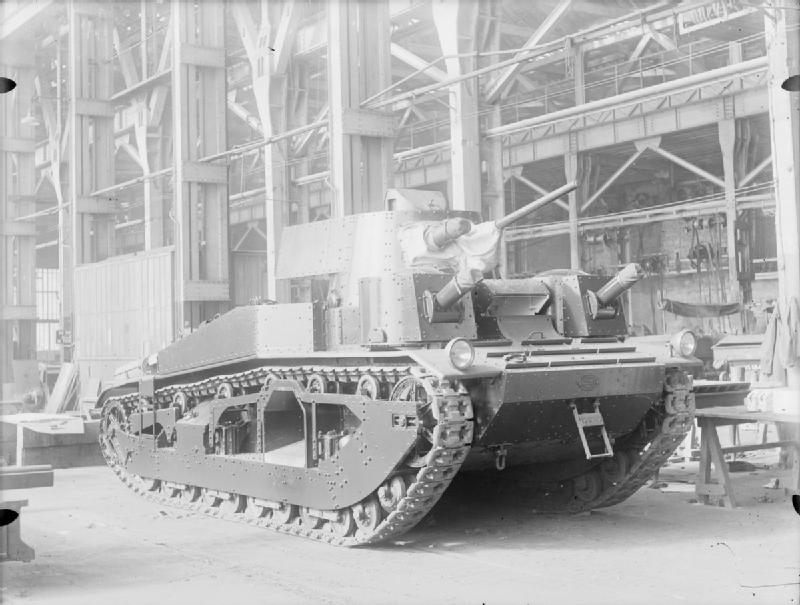
Vickers Medium Mark III
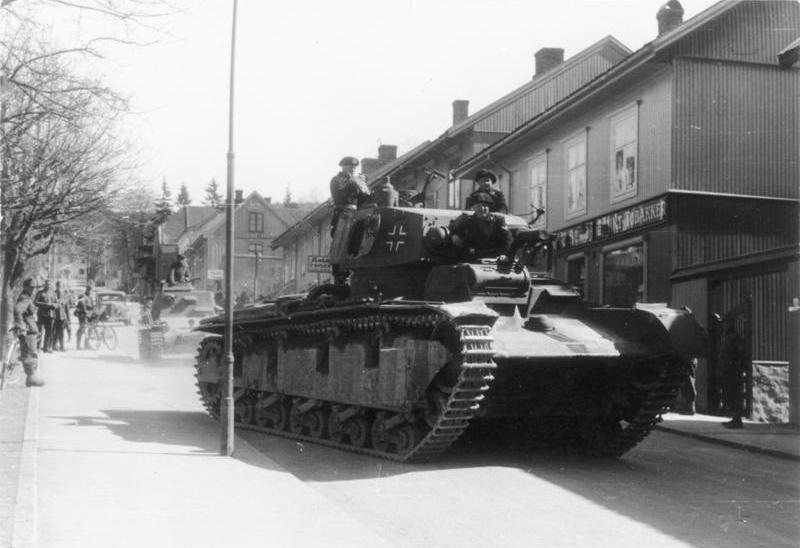
Neubaufahrzeug

- T-35
- SMK
- Vickers Medium Mark III
- Neubaufahrzeug